# Lioudmila Stal
Lioudmila Nikolaïevitch Stal, (en russe : Людмила Николаевна Сталь, de son nom de naissance Zaslavskaïa (Заславская)), née le 14 mars 1872 à Dnipropetrovsk et morte le 23 avril 1939 à Moscou, est une révolutionnaire russe, bolchevique, journaliste, impliquée également les instances internationales du féminisme socialiste.

## Biographie
Lioudmila Stal est née le 14 mars 1873 (26 mars dans le calendrier grégorien) à Iekaterinoslav, dans l'Empire russe, aujourd'hui en Ukraine. Son père, Froïm Abramovitch Zaslavski, est un fabricant textile. Elle rejoint les rangs révolutionnaires en 1890, et adhère au parti ouvrier social-démocrate de Russie en 1897. 
Elle milite pour le POSDR à Saint-Pétersourg, Odessa, Cours, Moscou, et Iekaterinoslav, et participe à ses comités locaux. Elle est arrêtée une première fois en 1901 en rapportant de France un tirage de l'Iskra, et exilée à Verkholensk, dans le district de Katchoug (ru), dont elle s'enfuit. Elle sera arrêtée et envoyée en exil à nouveau en 1903, 1905 et 1906,.  
Elle émigre à Paris en 1907 à 1917, où elle fait partie de la section bolchévique du POSDR ainsi que de la SFIO. Elle y travaille notamment avec Louise Saumoneau à la revue La Femme socialiste,,,. 
Elle collabore de 1912 à 1914 à la Pravda, et est membre du collège de rédaction de la revue La Travailleuse, dont le premier numéro est publié le 8 mars 1914,. Elle fait alors cette synthèse des débats qui ont lieu lors de ce lancement : « les travailleuses ne viendront pas à nous, donc nous irons à elles ».
Après la révolution de Février, elle est un des agitateurs du comité du POSDR(b) de Saint-Pétersbourg. Elle participe aux travaux de la 7e conférence panrusse du parti. En août, elle devient membre du praesidium du comité du POSDR(b) et du comité exécutif de Kronstadt. Entre 1918 et 1920, elle est instructive politique au sein de l'Armée rouge et membre des comités régionaux du parti à Oufa et à Viatska.
En 1921, elle dirige le département des travailleuses au bureau du Caucase du PCR(b). De 1921 à 1923, elle est membre du secrétariat international des femmes du Komintern et collaboratrice du Jenotdel, et elle dirige le département de la littérature de masse pour les ouvrières et les paysannes aux éditions gouvernementales Gosizdat ; elle est même temps, à partir de 1924, rédactrice à la revue La Communiste.
Elle est affectée en 1928 à des travaux scientifiques au musée de la Révolution d'Octobre. 
Elle a été déléguée au VIIIe et XVIe congrès du PCUS. 
Elle est morte le 23 avril 1939 à Moscou et est enterrée au cimetière de Novodevitchi. La Travailleuse lui rend hommage en 1939.

## Publications
- (ru) Две коммуны [« Les deux communes »], Вятка (Kirov),‎ 1919 ;
- (ru) Что дал работнице и крестьянке 1905 год [« Ce qu'a apporté l'année 1905 aux ouvrières et paysannes »], Moscou - Leningrad,‎ 1926 ;
- (ru) Год за тюремной решёткой [« Un an derrière des barreaux de prison »], Moscou - Leningrad,‎ 1926 ;
- (ru) Чему учил В. И. Ленин работниц и крестьянок [« Ce qu'a appris Lénine aux ouvrières et paysannes »],‎ 1926 ;
- (ru) Antireligioznai︠a︡ rabota sredi zhenshchin : sbornik [« Le travail antireligieux parmi les femmes : recueil »], Moscou, Gosizdat, coll. « Bibliotechka rabotnit︠s︡y i krestʹi︠a︡nki / Voprosy organizat︠s︡ii i propagandy » (no 3),‎ 1926 ;
- (ru) Печать и женское коммунистическое движение [« La presse et le mouvement des femmes communiste »],‎ 1927 ;
- (ru) Работницы и крестьянки о Ленине [« Lénine vu par les ouvrières et les paysannes »],‎ 1928 ;
- (ru) Н. К. Крупская : Очерк жизни и деятельности [« N. Kroupskaïa - esquisse sur sa vie et son œuvre »], Moscou,‎ 1928 ;
- (ru) Работать по-новому, по-революционному [« Travailler à du nouveau, à la révolution »],‎ 1929 ;
- (ru) Перед великим пятым годом [« Devant nous, cinq grandes années »],‎ 1930
- (ru) Выполним заветы Ленина на культурном фронте [« Exécutante des ordres de Lénine sur le front de la culture »],‎ 1930
- (ru) Работница и крестьянка в культпоходе [« Ouvrières et paysannes et alphabétisation »],‎ 1931
- (ru) В Сибирь и обратно // Путь к Октябрю : Сб. воспоминаний, статей и документов [« Sibérie et retour. Le chemin vers octobre »], Moscou - Leningrad,‎ 1926., p. 231—246
- (ru) « Работа парижской секции большевиков среди француз. работниц в 1914—1916 » [« Le travail de la section bolchévique de Paris parmi les travailleuses françaises en 1914-1916 »], Борьба классов, no 9,‎ 1934, p. 17-24.

## Distinctions
- Ordre de Lénine